# 7387 Malbil
7387 Malbil è un asteroide della fascia principale. Scoperto nel 1982, presenta un'orbita caratterizzata da un semiasse maggiore pari a 2,4493966 UA e da un'eccentricità di 0,1539950, inclinata di 7,05983° rispetto all'eclittica.